# Maria Jongeling
Maria Jongeling  (* 19. Juni 1975 in Delft) ist eine ehemalige niederländische Radsportlerin, die auf Straße und Bahn aktiv war.

## Sportlicher Werdegang
1993 wurde Maria Jongeling Junioren-Weltmeisterin im Punktefahren und in der Einerverfolgung auf der Bahn. Im selben Jahr wie auch 1994 und 1995 wurde sie in dieser Disziplin niederländische Meisterin der Elite. 1994 gewann sie zudem das Einzelzeitfahren der niederländischen Straßenmeisterschaften, wurde Zweite im Straßenrennen und belegte bei den Straßenweltmeisterschaften Platz fünf im Zeitfahren. 1995 wurde sie bei der nationalen Straßen- sowie der Zeitfahrmeisterschaft jeweils Zweite.
Ebenfalls 1995 versuchte Jongeling, sich für die Olympischen Spiele 1996 in Atlanta zu qualifizieren. Den dafür ausgerichteten Wettbewerb im deutschen Cottbus konnte sie jedoch wegen einer Handgelenksverletzung nicht wahrnehmen. In einem Interview erklärte sie, dass sie vermutlich kein weiteres Mal versuchen werde, sich für Olympische Spiele zu qualifizieren, da sie an ihre Zukunft denken müsse. Im Jahr darauf beendete sie ihre Radsportlaufbahn.

## Ehrungen
- 1995 Radsportlerin des Jahres der Niederlande[2]

## Erfolge

### Straße
1994
- Niederländische Meisterin – Einzelzeitfahren

### Bahn
1993
- Junioren-Weltmeisterin – Punktefahren, Einerverfolgung
- Niederländische Meisterin – Einerverfolgung

1994
- Niederländische Meisterin – Einerverfolgung

1995
- Niederländische Meisterin – Einerverfolgung